# Обстріл Генуї (1940)
Обстріл Генуї (італ. Bombardamento navale di Genova, також відома як Операція «Вадо» (фр. Opération Vado)) — військова операція з бомбардування Генуї, що проводилася 14 червня 1940 року силами ВМС Франції під час битви на Середземному морі.

## Передумови
10 травня 1940 року  Німеччина розпочала наступ на півночі Франції. Того ж дня Італія вступила у Другу світову війну, оголосивши війну Франції та Великій Британії, і розпочала наступ у Західних Альпах.
11 червня британська авіація бомбила Геную, 13 червня авіаналіт здійснили французькі літаки.
Французький флот також почав готувати удар відповідь. Метою операції було знищення промислових підприємств Генуї та Савони.

## Обстріли Генуї
Вночі 13 червня декілька французьких есмінців обстріляли лігурійське узбережжя. Вночі 14 червня французька ескадра, яка складалась з 4 крейсерів та 11 есмінців під командуванням адмірала Еміля Дюпла (фр. Émile Duplat), вирушила з Тулона  до італійського узбережжя.
Ескадра непоміченою підійшла до узбережжя та розпочала обстріл. Берегові батареї Генуї відкрили вогонь у відповідь. Один 152-мм снаряд влучив у есмінець «Альбатрос», внаслідок чого загинуло 12 моряків.
Єдиним італійським кораблем, що перебував у цьому районі, був есмінець «Калатафімі» під командуванням лейтенанта Джузеппе Бріньйоле. Він рішуче вступив у бій та випустив торпеди, які, щоправда, не влучили у ціль.
Згодом французькі кораблі були атаковані катерами MAS зі складу 13-го дивізіону. Ці атаки змусили французів відступити.

## Наслідки
Внаслідок атаки був пошкоджений один французький есмінець, загинуло 12 моряків. Внаслідок обстрілів загинуло 9 цивільних, 34 було поранено.
Незважаючи на мужні атаки «Калатафімі» та катерів MAS, обстріл показав неефективність берегової оборони, що було використано британцями 9 лютого 1941 року. 